# 學甲 (大字)
學甲，是臺灣臺南市學甲區的一個傳統地域名稱，也是全區行政中心所在，位於該區中部，並由北部邊界中央地帶連接至南部邊界中央地帶。相較於今日行政區，其範圍大致包括三慶里西南半部、光華里東端、宅港里西北部、秀昌里不含西南部凸出部分的北部及東北部邊界地帶中段、中洲里東南端、新達里西部、明宜里、慈福里、仁得里、新榮里、大灣里、豐和里西北部。

## 歷史
臺灣日治初期，學甲地區為一（舊制）街庄，稱為「學甲庄」，隸屬於學甲堡。該庄輪廓南北狹長，昔日北邊及東邊北段隔急水溪分流（已消失）與渡仔頭庄、溪洲仔藔庄、飯店庄為界，東邊中、南段與宅仔港庄為鄰，東南邊一小段與港仔尾庄為鄰，南邊為溪州庄，西邊南半段隔將軍溪與苓仔藔庄、巷口庄為界，西邊北半段為中洲庄。
1901年（日治明治三十四年）11月，全臺廢縣廳改設二十廳，該庄隸屬於鹽水港廳。1903年（明治三十六年）6月，該庄編入「學甲區」，隸屬於鹽水港廳。1909年（明治四十二年）10月，合併二十廳為十二廳，學甲區改隸屬於臺南廳。1920年（大正九年），全臺地方制度大改正，廢十二廳改設五州二廳，該庄改制為「學甲」大字，隸屬於臺南州北門郡學甲庄（新制街庄）。
戰後學甲庄改制為學甲鄉，隸屬於臺南縣，大字亦改制為村。1950年10月，雲、嘉、南分治，學甲鄉仍隸屬於臺南縣。1968年2月2日學甲鄉升格為學甲鎮，村亦改制為里。2010年12月25日，臺南縣市合併，學甲鎮改制為學甲區，隸屬於新成立的直轄市臺南市。

## 聚落
本地區發展較早的聚落有紅蝦港、倒方藔（倒風藔，今新芳）、貮港仔（已消失）、下溪洲仔、學甲、東藔、大灣等，在日治期初期的官方地圖上已有記載。此外，本地區尚有德安寮、頂山寮、新二港仔等聚落。

## 交通
省道台19線又稱「中央公路」，是彰化至永康的幹道，經過本地區學甲、大灣兩個聚落。由該道路向東北可前往鹽水區、嘉義縣義竹鄉、朴子市、六腳鄉等地；向南微東可前往佳里區、西港區、安定區、安南區等地。
省道台84線又稱「東西向快速公路－北門玉井線」，經過本地區北部，該路段設有兩側平面車道。本地區西行可經由其平面車道前往北門區的蚵寮地區，並止於省道台61線（西部濱海快速公路）北門交流道；東行可經由其平面車道、學甲交流道進行台84線東行車道，由此可快速前往國道1號下營系統交流道、麻豆區/下營區交界地帶、官田區西南端、官田區南部/善化區東北部交界地帶、國道3號官田系統交流道、大內區等地。
市道171號是北門區北門市區至官田區烏山頭的道路。
市道174號是北門區蘆竹溝至東山區橫路的道路。
區道南1線是北馬至巷口的道路。
區道南6線是筏仔頭至歡雅的道路。
區道南7線是新芳至德安寮的道路。
區道南14線是頂洲至新芳的道路。
區道南19線是學甲至佳里的道路。
區道南23線是大灣至蘇厝寮的道路。
區道南52線是大灣至美豐的道路。
區道南52-1線是東寮至大灣的道路。
區道南53線是德安寮至美和的道路。

## 學校
- 天仁工商
- 學甲國中
- 學甲國小
- 東陽國小

## 公務機構
- 學甲區公所
- 學甲分局